# Metropolia di Kykkos e Tillyria

Il monastero di Kykkos, sede dei metropoliti.

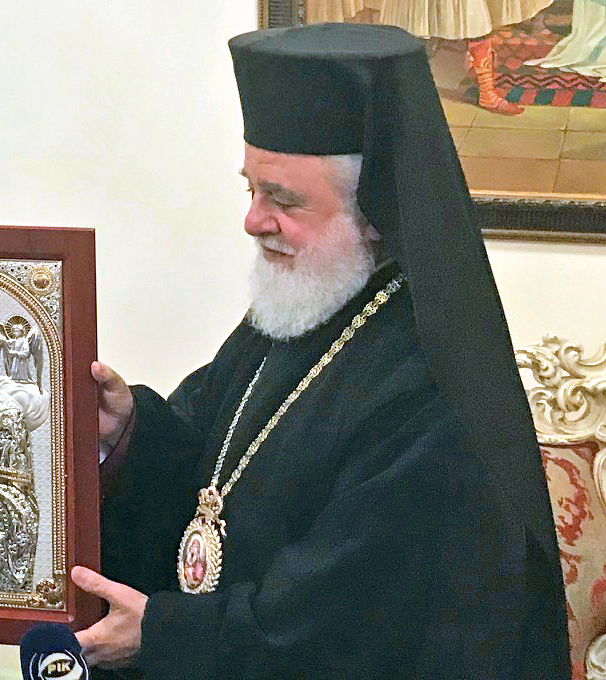
Niceforo Athanasiou, metropolita dal 2007.

La metropolia di Kykkos e Tillyria (in greco Ιεράς Μητρόπολις Κύκκου και Τηλλυρίας?, Ierás Mitrópolis Kýkkou kai Tillyrías) è una circoscrizione ecclesiastica della Chiesa ortodossa di Cipro.
Dal 9 maggio 2007 il metropolita è Niceforo Athanasiou, intronizzato il 13 maggio successivo.

## Territorio
La metropolia si trova nella parte occidentale dell'isola di Cipro. Una piccola porzione del suo territorio si trova a Cipro del Nord.
La sede dei metropoliti è nel monastero di Kykkos.

## Storia
Il 18 febbraio 2002 Niceforo Athanasiou, abate del monastero di Kykkos, fu elevato al rango episcopale e consacrato vescovo con il titolo di "vescovo di Kykkos". Questa promozione non comportava in sé alcuna giurisdizione territoriale, essendo quello di Kykkos un monastero stauropegiale, direttamente sottomesso all'autorità dell'arcivescovo di Cipro.
Il Santo Sinodo della Chiesa ortodossa cipriota decise, il 19 marzo 2007, di fondare una nuova metropolia con il nome di metropolia di Kykkos e Tillyria e con sede nel monastero di Kykkos. In quest'occasione, Niceforo Athanasiou fu elevato al rango di metropolita, con giurisdizione sulle comunità di Kato Pyrgos, Ano Pyrgos, Mosfili, Pigaenia, Kampos, Tsakkistra, Milikourio, Galini e Varisia, a cui successivamente furono aggiunte quelle di Loutros, Limnitis, Ammadies, Xerovounos, Frodisia e Agios Ioannis Selemani.
Nell'atto di erezione della metropolia, ai vescovi della nuova sede è assegnato il titolo di metropolita di Kykkos e proedro di Tillyria.

## Cronotassi
- Niceforo Athanasiou, dal 9 maggio 2007